# Eugen Fabricius
Eugen Fabricius (* 29. Oktober 1871 in Ballersbach, Hessen-Nassau; † 18. Februar 1960 in Bad Godesberg) war ein deutscher Architekt.

## Leben
Fabricius kam als Sohn eines Pfarrers zur Welt. Nach dem Abitur am humanistischen Lessing-Gymnasium in Frankfurt am Main studierte er Architektur an den Technischen Hochschulen in Darmstadt, Stuttgart und Berlin. Im Jahr 1901 schloss er mit der zweiten Staatshauptprüfung ab. Im gleichen Jahr trat er in die staatliche und kommunale Bauverwaltung ein. Im Jahr 1903 ließ er sich in Köln als freier Architekt nieder, wo er unter anderem für den Entwurf der Villa Schröder verantwortlich zeichnete.
In Berlin war er bereits Assistent von Otto Rieth beim Bau des Palais Staudt, dem Stadtpalais des Großkaufmanns Wilhelm Staudt. Diese Tätigkeit brachte ihm 1903 den vom Kölner Bankier Louis Hagen per Wettbewerb vergebenen Auftrag für das Haus Hagen. Mit dessen Bau wurde Fabricius deutschlandweit bekannt. Es folgten weitere Villen und Einfamilienhäuser im Rheinland, in Berlin, München, Witten, Griesheim. In Troisdorf und Unna-Massen entstanden nach seinen Plänen Arbeiter- und Bergmannssiedlungen.
Von 1906 an war er Mitglied im Bund Deutscher Architekten (BDA). Er war Gründer und Vorsitzender des Landesbezirks Rheinland sowie der Ortsgruppe Köln. Nach Ende des Zweiten Weltkriegs betrieb er aktiv den Wiederaufbau der Verbandsstrukturen und wurde bei der Gründungsversammlung des Landesverbandes Nordrhein-Westfalen im April 1948 zum Ehrenvorsitzenden ernannt.

## Werkliste
- 1903–1905: Villa für den Bankier Louis Hagen in Köln, Sachsenring 91–93 (zerstört 1944/1945)
- 1906–1907: Wohnhaus für den Bankdirektor Heinrich Schröder in Köln-Marienburg, Bayenthalgürtel 15
- 1906–1907: Wohnhaus Ludwig Schneller, später gen. „Palästinahaus“, in Köln-Marienburg, Unter den Ulmen 96
- 1907: Muster-Arbeiterhäuser für die Sieg-Rheinische Hütten-AG in Troisdorf-West, Mendener Straße (?) (nicht erhalten)
- 1907–1908: Arbeiter-Reihenhäuser („Fünffamilienhaus“) in Troisdorf-West, Kasinostraße 11–19 (Zuschreibung; erhalten)
- 1908–1909: Wohnhaus Noll in Köln-Marienburg, Goethestraße 63[1]
- ab 1908: Arbeiter-Doppelhäuser in Troisdorf-Sieglar, Elisabethstraße (Zuschreibung; erhalten)
- 1910: Zweigniederlassung des Syrischen Waisenhauses in Nazareth
- um 1910: Arbeitermehrfamilienhäuser in Köln-Humboldt-Gremberg (erhalten)
- um 1910: Wohnhaus für die Warenhausbesitzer-Familie Blank in Witten (erhalten)
- 1911–1912: Arbeitersiedlung Schwarze Kolonie in Troisdorf-Friedrich-Wilhelms-Hütte (zur Bauzeit: Menden-Nord), Langenstraße u. a. (erhalten)
- 1912: Wettbewerbsentwurf für das Neue Königliche Opernhaus in Berlin (nicht prämiert)
- 1912–1913: zwei Beamtenwohnhäuser in Troisdorf-West, Louis-Mannstaedt-Straße 82a und 88a (erhalten)
- 1912–1913: zwei Wettbewerbsentwürfe (Motto „Monrepos“, Motto „Tusculum“) eines Herrenhauses für Julius von Waldthausen auf Gut Bassenheim bei Koblenz (beide nicht prämiert)[2]
- vor 1915: Direktorwohnhaus für die Chemische Fabrik Griesheim-Elektron in Griesheim am Main
- vor 1915: Landhaus in Griesheim am Main
- vor 1915: Beamtenwohnhäuser für die Chemische Fabrik Griesheim-Elektron in Bitterfeld
- vor 1915: Verwaltungsgebäude mit Direktorwohnung für die Elektrometallurgischen Werke Horrem in Horrem
- vor 1915: Arbeiter-Bade- und Speiseanstalt für die Elektrometallurgischen Werke Horrem in Horrem
- vor 1915: Entwurf für ein Landhaus am Ammersee
- vor 1915: Wohnhaus Scriba in Königstein im Taunus
- vor 1915: Wohnhaus Schröder in Berlin-Dahlem
- vor 1915: Wohnhaus Fabricius in München-Herzogpark
- vor 1915: Gebäude für die Rumänische Gesandtschaft in Berlin
- vor 1915: Entwurf eines Grabmals für den Melaten-Friedhof in Köln-Melaten
- vor 1915: Fabrikhallen für die Maschinenbauanstalt Humboldt in Köln-Kalk, Dillenburger Straße (Zuschreibung; erhalten)
- 1917: Entwurf eines Kriegerfriedhofs in Mons, Belgien
- um 1940: Bergarbeiter-Siedlung der Zeche „Massener Tiefbau“ für den Buderus-Konzern in Massen

## Ehrungen
- 1948: Ehrenpräsident des BDA-Landesverbandes Nordrhein-Westfalen
- 1952: Verdienstkreuz (Steckkreuz) der Bundesrepublik Deutschland

## Schriften
- Architektenspiegel. Lutzeyer, Bad Oeynhausen 1947. (3. ergänzte Auflage, Werner, Düsseldorf 1957.)